# Fontaine-Saint-Lucien
Fontaine-Saint-Lucien är en kommun i departementet Oise i regionen Hauts-de-France i norra Frankrike. Kommunen ligger i kantonen Nivillers som tillhör arrondissementet Beauvais. År 2022 hade Fontaine-Saint-Lucien 176 invånare.

## Befolkningsutveckling
Antalet invånare i kommunen Fontaine-Saint-Lucien
| Referens: INSEE |